# Kasteel van Montaigle
De ruïnes van het kasteel van Montaigle bevinden zich te Falaën, een deelgemeente van de Belgische gemeente Onhaye.

## Geschiedenis
In Montaigle, in het schilderachtige dal van de Molignée, werden sporen van menselijke aanwezigheid gevonden van minstens 7000 v.Chr. Tussen 250 en 400 na Chr. was de 160 m hoge rots een schuilplaats (oppidum) voor de Gallo-Romeinse bevolking. Op deze plaats liet Gilles de Berlaymont een versterkte residentie bouwen. In 1298 werd deze verkocht aan Gwijde van Dampierre. Vervolgens werd diens zoon en opvolger Gwijde van Namen de eigenaar. Hij liet er in 1309 een burcht optrekken.
Tijdens alle militaire conflicten in de Middeleeuwen en daarna schaarden de burchtheren van Montaigle zich achter Bouvignes. Het jaar 1554 zou fataal worden: bij het naderen van het Franse leger van koning Hendrik II kreeg het garnizoen van Montaigle de opdracht zich terug te trekken. De verlaten burcht werd door de Fransen geplunderd en in brand gestoken.
In 1965 werd de Belgische overheid eigenaar van het romantische ruïneveld. Het wordt nu onderhouden en uitgebaat door de vereniging "Les Amis de Montaigle". Het kan in de zomermaanden juli en augustus elke dag bezocht worden.
In 2010 werd Kasteel van Montaigle gebruikt als locatie voor de special:  Anubis - De Terugkeer van Sibuna.

## Een mooie legende
Tijdens een belegering van de burcht stond Montaigle op het punt zich over te geven. De aanvoerder van de belegeraars stelde zijn voorwaarden: de burchtheer moest zich overgeven en zou de volgende morgen opgehangen worden, maar de kasteelvrouwe zou ongehinderd de vesting mogen verlaten en slechts haar meest kostbare bezit meenemen. Toen zij verscheen, zag iedereen dat zij een zware bundel takkenbossen op de schouder meedroeg. Eenmaal uit het zicht van de vijand … kwam haar man tevoorschijn uit de takken. De dame van Montaigle had zich aan de afspraak gehouden en haar meest kostbare bezit meegenomen. 
 Men vertelt echter dat zij vóór hun vertrek hun schat in een geheime bergplaats hebben verborgen. De Schat van Montaigle zou zich dan ook nog steeds ergens in de burcht bevinden.